# Ryad Assani-Razaki
Pour les articles homonymes, voir Assani et Razaki.
Ryad Assani-Razaki, né le 4 novembre 1981 à Cotonou, est un écrivain béninois.

## Biographie

### Enfance et formation
Ryad Assani-Razaki, né le 4 novembre 1981 à Cotonou, est un bénino-canadien. Il quitte le bénin en 1999 pour étudier l'informatique à Université de Caroline du Nord en Amérique du nord. En 2004, il fait une maîtrise en informatique à l' Université de Montréal.

## Œuvres
- Ryad Assani-Razaki, Deux cercles : nouvelles, Vlb éditeur, 2009, 237 p. (ISBN 978-2-89649-029-5 et 2-89649-029-9, OCLC 300590362, présentation en ligne).

- Ryad Assani-Razaki, La main d'Iman, L. Levi, impr. 2012, 326 p. (ISBN 978-2-86746-647-2 et 2-86746-647-4, OCLC 828259074, présentation en ligne)

## Distinction
- Prix de poésie Trillium 2010
- Prix Robert-Cliche 2011[1],[2]
- Finaliste, Prix du Gouverneur général pour la fiction francophone 2012[3]

## Galerie

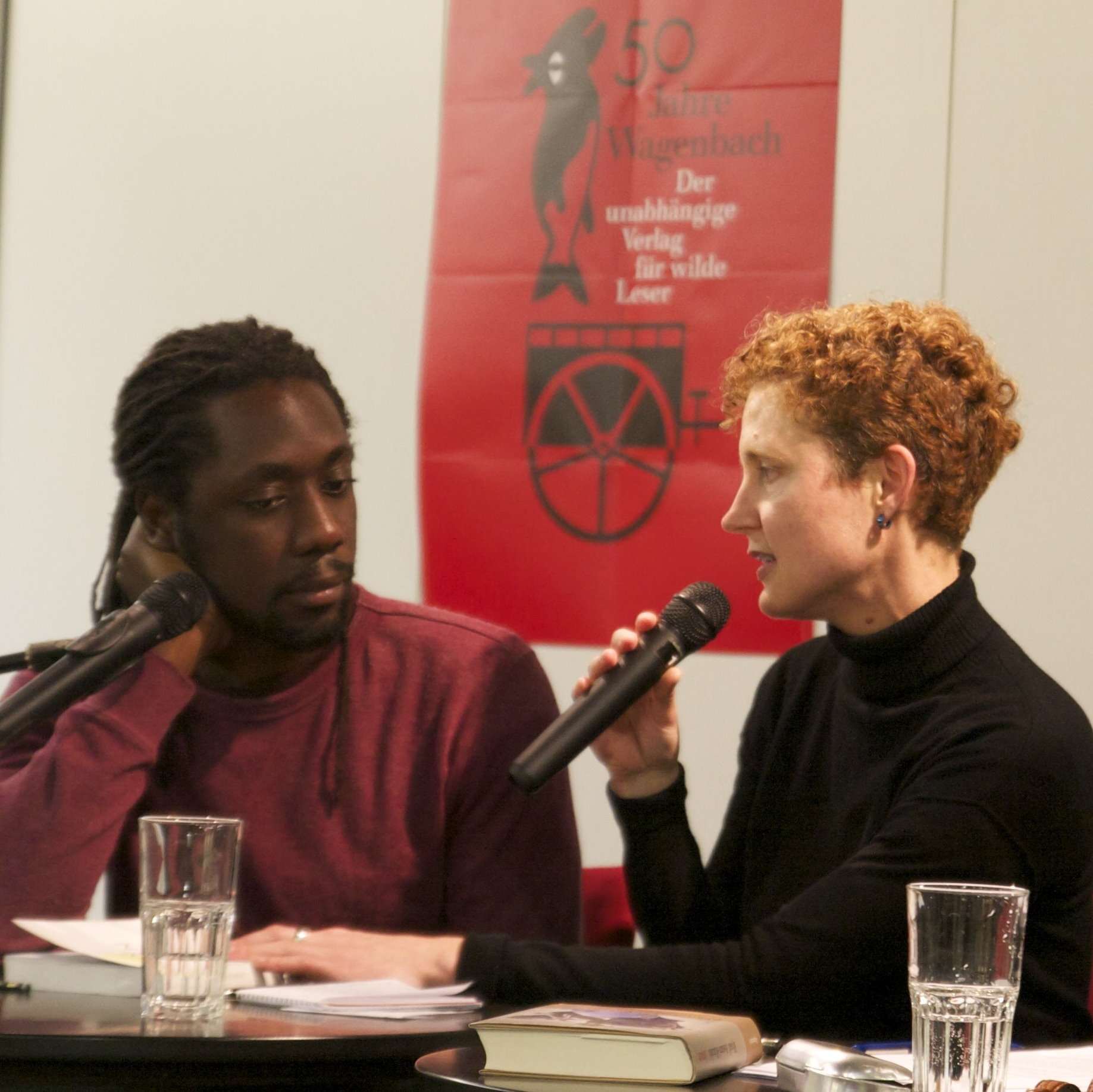
Ryad Assani-Razaki, Sonja Finck, Heine Haus Düss
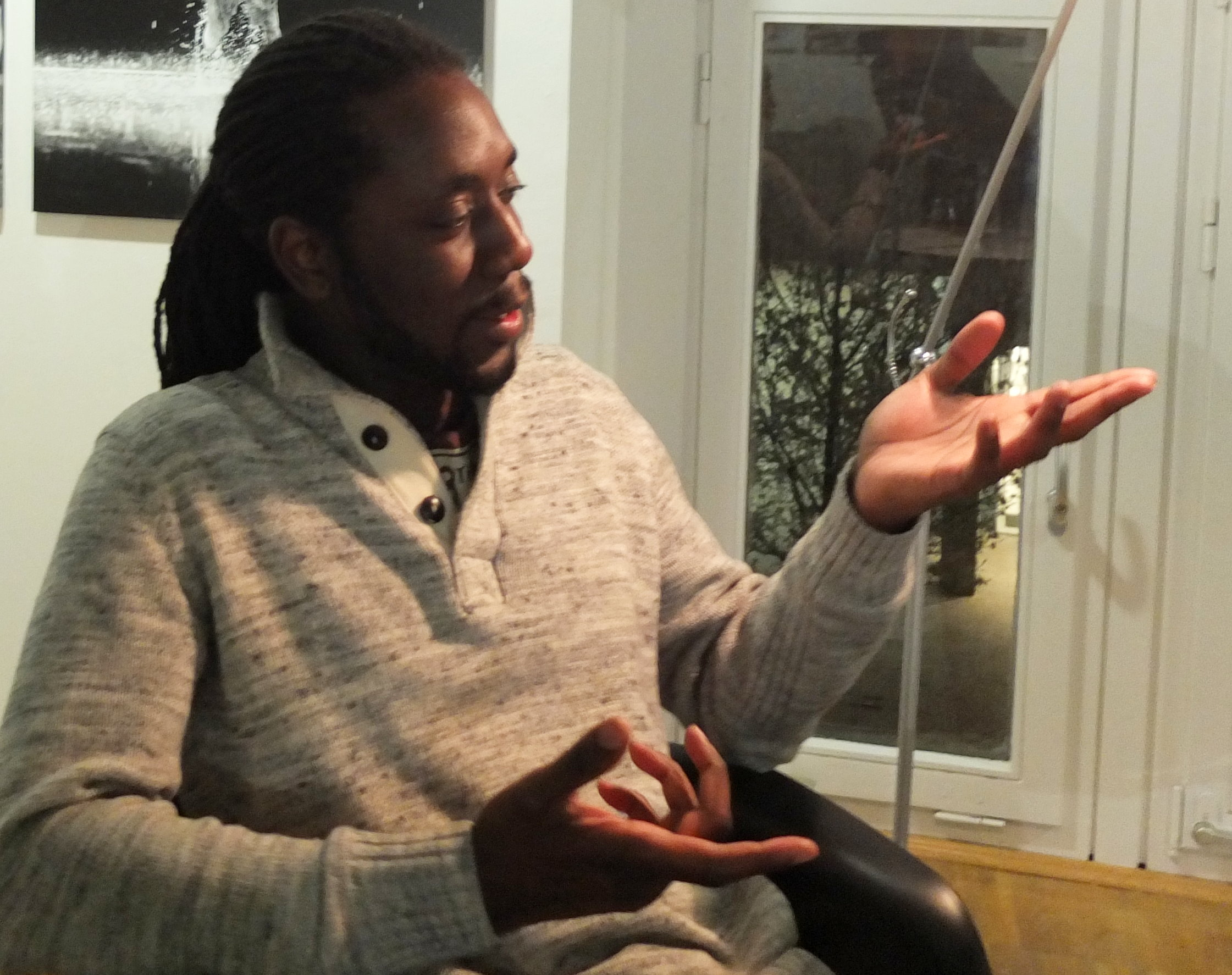
Ryad Assani-Razaki
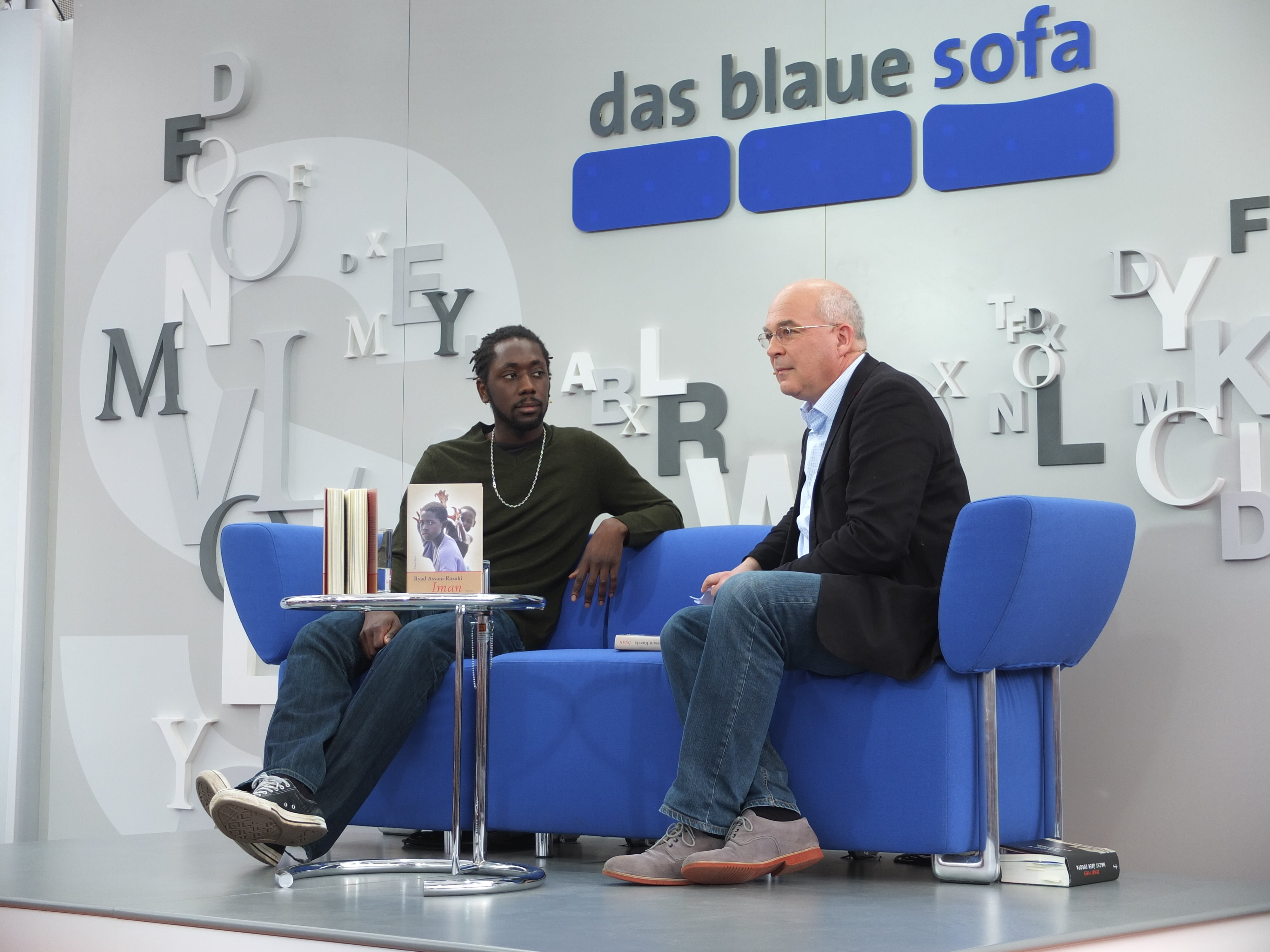
Christhard Läpple, Ryad Assani-Razak à la foire du livre à Leipziger